# Cantone di Caienna-Centre
Il cantone di Caienna-Centre è una divisione amministrativa dell'arrondissement di Caienna, nel dipartimento d'oltremare della Guyana.
Comprende solo parte del comune di Caienna.